# Drukarnia Vukoviciów
Drukarnia Vukoviciów (serb. Вуковићева штампарија) – XVI-wieczna drukarnia założona w Wenecji przez Božidara Vukovića.

## Historia

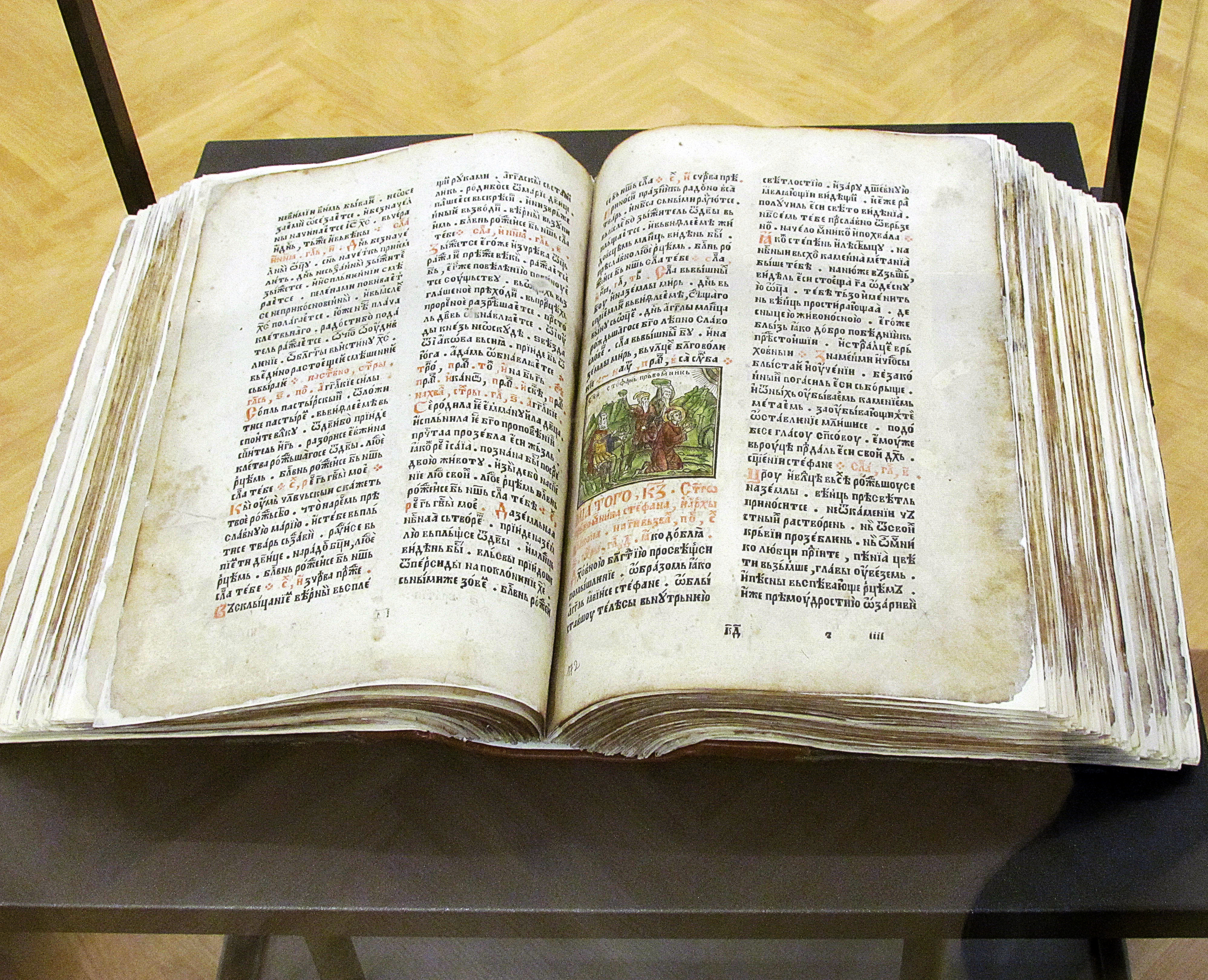
Druk Božidara Vukovicia z 1538 roku.

Założycielem i pierwszym właścicielem drukarni w latach 1519–1560 był Božidar Vuković z Podgoricy nazywany też Dionisio della Vecchi. W Wenecji wydrukował 10 ksiąg. Działalność jego drukarni można podzielić na dwa okresy: w pierwszych trzech latach jako drukarza zatrudniał o. Hieomonka Pachomije, a w  latach 1536–1539 drukiem zajmowali się: pochodzący z Budimlja mnich Mojsije i dwaj mnisi z Mileševy – Genadije i Teodosije. Książki były przez jego brata Gaspara sprzedawane w Dubrowniku i należących do Imperium Osmańskiego Belgradzie, Widyniu czy Nikopolu. Książki drukowane w drukarni Vukoviciów w okresie gdy była zarządzana przez Božidara Vukovicia były bogato zdobione, a ośrodkiem dystrybucji jego książek był serbski monaster Mileševa.

### Vicenzo Vuković
W 1546 roku Vicenzo otrzymał 25 letni przywilej wyłączności na druki cyrylickie w Wenecji. Jego wspólnikiem był Agostino da Schio wraz z  synem Bartolomeo. W 1546 roku Vićenco odziedziczył drukarnię Božidara. Książki jego ojca były tak popularne, że do 1561 roku Vićenco wykonywał jedynie przedruki książek ojca i z powodzeniem je sprzedawał. 
Vicenzo Vuković  w latach 60. XX wieku zrezygnował z prowadzenia drukarni. Wynajmował ją innym drukarzom takim jak: Stefan Marinović, Jakow z miejscowości Kamena Reka, Jerolim Zagurović, Jakow Krajkow, Giovanni Antonio Rampazetto, Marco i Bartol Ginammi.

## Druki
- 7 kwietnia 1519 roku Psałterz liczący 160 kart, który zachował się 6 egzemplarzach[1]
- 7 lipca 1519 roku Służebnik liczący 240 kart, który zachował się w 96 egzemplarzach[1]
- 6 marca 1520 roku Modlitewnik (sbornik czyli modlitewnik dla podróżujących) liczący 176 kart. Zachowany jedyny egzemplarz tego wydania w Bibliotece Narodowej Serbii spłonął podczas bombardowania Belgradu 6 kwietnia 1941 roku[1]
- 12 października 1520 roku Psałterz z dodatkiem liczący 352 kart, który zachował się w 51 egzemplarzach[1]
- W 1521 roku Modlitewnik (była to rozszerzona wersja Modlitewnika z marca 1520 roku) liczący 272 kart, który zachował się w 9 egzemplarzach[1]
- 26 kwietnia 1536 roku Modlitewnik (sbornik) liczący 312 kart zachowany w 7 egzemplarzach[1]
- 27 lipca 1537 roku Oktoich (tomy V–VIII) liczący 162 kart zachowany w 142 egzemplarzach[1]
- 19 stycznia 1538  Mineia świąteczna (Menologion) liczący 432 kart zachowany w 231 egzemplarzach[1]
- W latach 1538–154 Modlitewnik (Trebnik) liczący  280 kart zachowany w 57 egzemplarzach[1]